# Geresdlak
Geresdlak é um município da Hungria, situado no condado de Baranya. Tem 25,28 km² de área e sua população em 2019 foi estimada em 730 habitantes.